# سلفی (مجموعه تلویزیونی)
سلفی مجموعه کمدی تلویزیونی با بازی کارن گیلان و جان چو محصول آمریکا است که توسط امیلی کاپنک برای برادران وارنر ساخته و از شبکه ای‌بی‌سی پخش شد. این سریال برای اولین بار در ۳۰ سپتامبر ۲۰۱۴ به نمایش درآمد.
با وجود اینکه مدت سریال کوتاه بود، منتقدان بعداً با منتشرشدن قسمت‌های بیشتر به مجموعه علاقه نشان دادند. هواداران زیادی برای ادامه یافتن این مجموعه تلاش کردند، اما با اعلام ای‌بی‌سی این پروژه در نهایت کنسل شد.
تی‌وی گاید، سلفی را «بهترین تحویل» سریال دهه نامید.